# Turek erzählt
Turek erzählt ist ein Dokumentarfilm des DEFA-Studios für Dokumentarfilme aus dem Jahr 1973. Er entstand im Auftrag des Fernsehens der DDR unter der Regie von Richard Cohn-Vossen.

## Handlung
Ludwig Tureks Erzählungen beginnen mit seiner Geburt, an die er sich noch sehr gut erinnern kann. Seine Mutter Luise arbeitet fast bis zur letzten Minute auf dem Feld der Gärtnerei Bertram in Stendal, bringt direkt vor der Wohnungstür ihren Sohn Ludwig zur Welt, um nach einigen Tagen wieder zur Arbeit auf das Feld zu gehen. In der Familie Turek gibt es zu diesem Zeitpunkt nur zwei Bücher. Die Mutter besitzt eine mehrere hundert Jahre alte Bibel und der Vater hat die erste Ausgabe eines Buches von Karl Marx, in der dieser allerdings nie gelesen hat. In seiner Kindheit kommen eines Tages mehrere Freunde Ludwigs mit Papierschiffen und wollen eine Regatta auf dem kleinen Flüsschen der Stadt veranstalten, dem Sieger winkt als Preis ein mit Erdbeeren gefüllter Eimer. Da Ludwig aber kein Papier besitzt, aus dem er ein solches Schiffchen bauen kann, reißt er aus dem Buch seines Vaters drei Seiten heraus, denn er weiß ja, dass der Vater nicht darin liest. Ludwig gewinnt das Rennen und verschlingt alle Erdbeeren, ohne etwas abzugeben. Die Freunde rächen sich damit, dass sie dem Vater die Sache mit den drei herausgerissenen Seiten erzählen. Nun gibt es richtig Ärger zu Hause und es hilft nur die Flucht vor den zu erwartenden Schlägen. Da große Schulferien sind, verdingt sich Ludwig bei einem Bauern als Kleinknecht und gibt bei seiner Rückkehr seinem Vater drei Mark als Entschuldigung, womit der Schaden als wieder behoben zählt. Schläge sind jedoch in dieser Zeit ein völlig normales Erziehungsmittel, wie Ludwig ausführlich am Beispiel seines Lehrers berichtet.
Seine nächste Geschichte erzählt vom Ersten Weltkrieg in dem Ludwig als Soldat verpflichtet wird und dann 1918 desertiert. Als er verhaftet wird, muss er einen Bunker beziehen, in dem bereits ein Toter liegt und ein weiterer Gefangener schon sehr hohes Fieber hat. Nun versucht er aus diesem fensterlosen Verlies zu entkommen, indem er stundenlang mit einem Schemel gegen die Tür schlägt. Zwei Wachleute, die ihn für einen Polen halten, als der er sich ausgibt, holen ihn dort raus, um ihn mit Prügeln zur Ruhe zu bringen. Obwohl die beiden Wachmänner sich völlig bei den Schlägen verausgaben, ist Ludwig nicht kleinzukriegen und wird in einem anderen Gefängnisraum untergebracht. Aus dem Gespräch kann er heraushören, dass in dem ersten Bunker nur Ausländer liegen, die nichts mehr zu essen bekommen, um mit dem eingesparten Brot die eigenen Kaninchen zu füttern. In der neuen Zelle, in der er sich weiterhin als Pole ausgibt, kann er sich meistens durchsetzen, bis er eines Tages zum Untersuchungsrichter gerufen wird. Dem gibt Ludwig zu verstehen, dass er ein wenig gebrochenes Deutsch sprechen kann und eigentlich nur nach Deutschland gekommen ist, um zu arbeiten. Zwei Tage später kommt ein Bauer, der ihn beschäftigen kann, um ihn abzuholen.
Nach einer kurzen Erzählung über die Zeit, wie er als Angehöriger der Roten Ruhrarmee in die Gefangenschaft der Reichswehr und des Freikorps kommt und wie er sich daraus befreien kann, beginnt die Schilderung über seine Tätigkeit als Buchdrucker in Leipzig. Mit einem Tippelbruder will Ludwig bis auf den Balkan auf die Walz gehen. Doch bereits in Leipzig ist deren Tour zu Ende, als der Besitzer der Druckerei E. A. Seemann ihn sieht und erfährt, dass er Buchdrucker ist, stellt er ihn sofort ein. Nun kann sich Ludwig nicht mehr drücken, um bis zum Balkan zu kommen, denn wenn man eine angebotene Arbeit ablehnt, bekommt man keine Unterstützung mehr. Nach einer gewissen Zeit bekommt er Ärger mit einem Kollegen, den er als ehemaliger Boxer zu Boden schlägt. Das ist für die Leitung des Betriebes ein willkommener Grund, den Kommunisten Ludwig Turek zu entlassen. Obwohl es in Deutschland sehr viele Arbeitslose gibt, hat der frisch verheiratete Ludwig das Glück, anschließend bei der größten Leipziger Druckerei Otto Spamer als Schriftsetzer für Mathematische Seiten anfangen zu können. Bereits ein Jahr später wird er als Metteur eingesetzt.
Eines Tages kommt ein Genosse von der Bezirksleitung der KPD und bestimmt, dass die Betriebszelle der Firma Spamer einen Arbeiterkorrespondenten zu stellen hat. Keiner erklärt sich freiwillig dazu bereit, jedoch wird Ludwig Turek in einer Abstimmung einstimmig als solcher gewählt, was als der Beginn seiner schriftstellerischen Arbeit gewertet werden kann. Da ihn die kurzen Artikel für die Zeitung nicht ausfüllen, beginnt er sein Leben aufzuschreiben, ohne zu wissen, was eine Biografie ist. Er hat so viel Freude an der Schreiberei, dass jede Gelegenheit dazu benutzt wird. Ludwig ist sich immer noch nicht darüber im Klaren, dass er dabei ist, eine Biografie zu schreiben, er schreibt einfach nur über sein Leben. Dann kommt der Tag, als er mit seinem Manuskript nach Berlin zum Malik-Verlag fährt. Ludwig hofft, dort abgewiesen zu werden, denn wenn das Buch gedruckt wird, ist er ja ein Schriftsteller, somit ein Intellektueller und die sind die größten Feinde der Arbeiterklasse. Jedoch der Chef des Malik-Verlages Wieland Herzfelde nimmt das Manuskript an und Ludwig bekommt sogar einen Vorschuss dafür. Der Titel des Buches lautet Ein Prolet erzählt und ist die Idee von John Heartfield, der auch den Umschlag entwirft.

## Produktion
Turek erzählt wurde von der KAG Profil des DEFA-Studios für Dokumentarfilme als Schwarzweißfilm gedreht und hatte am 20. Mai 1973 seine erste Ausstrahlung im 1. Programm des DDR-Fernsehens.
Das Szenarium stammt von Wolfgang Kohlhaase und die Dramaturgie lag in den Händen von Annerose Richter.

## Kritik
Mimosa Künzel schrieb in der Neuen Zeit, dass der Film von verblüffender Originalität war, der keine Wünsche offen ließ.